# Щёголев, Владимир Александрович
Владимир Александрович Щёголев (8 [20] февраля 1881, Москва — не ранее 1940) — полковник 1-й гренадерской артиллерийской бригады, герой Первой мировой войны. Участник Белого движения, генерал-майор.

## Биография
Из потомственных дворян. Сын отставного генерал-лейтенанта, героя обороны Одессы 1854 года, Александра Петровича Щёголева. Окончил 3-й Московский кадетский корпус (1899) и Михайловское артиллерийское училище (1901), откуда выпущен был подпоручиком в 5-й мортирный артиллерийский полк.
5 сентября 1901 года переведен в 1-ю гренадерскую артиллерийскую бригаду, а с началом русско-японской войны — в 8-й Восточно-Сибирский стрелковый артиллерийский дивизион. За боевые отличия был награждён двумя орденами. Произведен в поручики 29 августа 1904 года «за выслугу лет».
10 сентября 1905 года переведен в 3-ю артиллерийскую бригаду, 17 октября того же года — в 26-ю артиллерийскую бригаду, а 5 апреля 1906 года — в 1-ю гренадерскую артиллерийскую бригаду. 20 июня 1908 года вышел в запас пешей артиллерии по Московскому уезду. 31 мая 1909 года определён на службу во 2-ю гренадерскую артиллерийскую бригаду. 29 сентября 1909 года произведен в штабс-капитаны.
27 мая 1910 года переведен 1-ю гренадерскую артиллерийскую бригаду, с которой и вступил в Первую мировую войну. Удостоен ордена Св. Георгия 4-й степени
За то, что, командуя, в чине капитана, 5-ю батареей той же бригады в боях 6, 7 и 8 ноября 1914 года у д. Ладзице, находясь под действительным артиллерийским и ружейным огнем неприятеля на наблюдательном пункте, искусным огнем своей батареи заставил замолчать сильнейшую неприятельскую артиллерию и не позволил ей действовать против нашей пехоты, подбив также и пулеметы противника, чем существенно помог последней перейти в наступление. В дальнейшем полковник Щеголев, сопровождая огнем своей батареи атаку пехоты до полного ее сближения с противником, оказал решительное содействие успеху ее атаки.
Пожалован Георгиевским оружием
За то, что, будучи в чине капитана, в боях 21, 22 и 23 февраля 1915 года у с. Лопушно и ст. Мал. Еустахов, находясь в положении исключительной опасности на передовом наблюдательном пункте, под действительным ружейным огнем, руководил огнем своей батареи нанося противнику огромные потери, чем способствовал не только отражению атак противника, но и нанесению ему полного поражения. Будучи ранен в начале боя, не оставил своего поста до окончания поставленной ему задачи.
Произведен в капитаны 20 мая 1915 года «за отличия в делах против неприятеля», в подполковники — 24 июня 1916 года, в полковники — 22 октября 1916 года на основании Георгиевского статута. 3 сентября 1916 года назначен командиром 5-й батареи 1-й гренадерской артиллерийской бригады, а 23 ноября того же года — командиром 2-го дивизиона той же бригады.
В Гражданскую войну участвовал в Белом движении на Юге России в составе Добровольческой армии и ВСЮР. 12 января 1919 года назначен командиром 1-й батареи 1-го конно-артиллерийского дивизиона, 13 апреля 1919 года — командиром того же дивизиона. Произведен в генерал-майоры с 15 октября 1919 года. В Русской армии Врангеля в октябре 1920 года — инспектор конной артиллерии до эвакуации Крыма. Галлиполиец.
В эмиграции в Югославии. Служил в пограничной страже. В 1921—1931 годах был командиром конно-артиллерийского дивизиона, состоял членом Общества офицеров-артиллеристов. Умер не ранее 1940 года. Был женат.

## Награды
- Орден Святой Анны 4-й ст. с надписью «за храбрость» (ВП 22.12.1905)
- Орден Святого Станислава 3-й ст. с мечами и бантом (ВП 8.03.1906)
- Орден Святой Анны 3-й ст. (ВП 13.05.1914)
- Орден Святого Станислава 2-й ст. с мечами (ВП 17.11.1914)
- Орден Святой Анны 2-й ст. с мечами (ВП 13.04.1915)
- Орден Святого Владимира 4-й ст. с мечами и бантом (ВП 3.08.1915)
- Высочайшее благоволение «за отличия в делах против неприятеля» (ВП 19.05.1916)
- Георгиевское оружие (ВП 27.09.1916)
- Орден Святого Георгия 4-й ст. (ВП 24.12.1916)
- мечи и бант к ордену Св. Анны 3-й ст. (ПАФ 3.04.1917)
- Орден Святого Владимира 3-й ст. с мечами (ПАФ 23.10.1917)